# Concana permixta
Concana permixta är en fjärilsart som beskrevs av William Schaus 1912. Concana permixta ingår i släktet Concana och familjen nattflyn. Inga underarter finns listade i Catalogue of Life.